# Cyrtodactylus gubernatoris
Cyrtodactylus gubernatoris este o specie de șopârle din genul Cyrtodactylus, familia Gekkonidae, ordinul Squamata, descrisă de Annandale 1913. A fost clasificată de IUCN ca specie cu risc scăzut. Conform Catalogue of Life specia Cyrtodactylus gubernatoris nu are subspecii cunoscute.

## Galerie